# Konståkning vid olympiska vinterspelen 1968
Konståkning vid olympiska vinterspelen 1968 i Grenoble, Frankrike. 

## Medaljställning
| Pl. | Nation          | Guld | Silver | Brons | Totalt |
| --- | --------------- | ---- | ------ | ----- | ------ |
| 1   | Sovjetunionen   | 1    | 1      | 0     | 2      |
| 1   | USA             | 1    | 1      | 0     | 2      |
| 3   | Österrike       | 1    | 0      | 0     | 1      |
| 3   | Östtyskland     | 0    | 1      | 0     | 1      |
| 5   | Frankrike       | 0    | 0      | 1     | 1      |
| 5   | Tjeckoslovakien | 0    | 0      | 1     | 1      |
| 5   | Västtyskland    | 0    | 0      | 1     | 1      |

## Herrar
| Medalj | Åkare                        | Poäng  | Placering |
| ------ | ---------------------------- | ------ | --------- |
| Guld   | Wolfgang Schwarz (Österrike) | 1904.1 | 13        |
| Silver | Timothy Wood (USA)           | 1891.6 | 17        |
| Brons  | Patrick Pera (Frankrike)     | 1864.5 | 31        |

## Damer
| Medalj | Åkare                          | Poäng  | Placering |
| ------ | ------------------------------ | ------ | --------- |
| Guld   | Peggy Fleming (USA)            | 1970.5 | 9         |
| Silver | Gabriele Seyfert (Östtyskland) | 1882.3 | 18        |
| Brons  | Hana Mašková (Tjeckoslovakien) | 1828.8 | 31        |

## Paråkning
| Medalj | Åkare                                               | Poäng | Placering |
| ------ | --------------------------------------------------- | ----- | --------- |
| Guld   | Ludmila Belousova & Oleg Protopopov (Sovjetunionen) | 315.2 | 10        |
| Silver | Tatyana Zhuk & Aleksandr Gorelik (Sovjetunionen)    | 312.3 | 17        |
| Brons  | Margot Glockshuber & Wolfgang Danne (Västtyskland)  | 304.4 | 30        |